# Secció de futbol sala del Futbol Club Barcelona
La secció esportiva de futbol sala del Futbol Club Barcelona, va ser creada l'any 1986. La temporada 2005/2006, va assolir l'ascens a la Divisió d'Honor, i des d'aleshores s'ha convertit en un equip de referència en les competicions del futbol sala. Actualment s'anomena FC Barcelona Assistència Sanitària per raons de patrocini.

## Història
La secció fou creada el setembre de 1978. La primera etapa de la secció es limità a competicions catalanes, guanyant el Campionat de 3a Divisió Territorial el 1978/79 i el de 2a Divisió Territorial el 1979/80, arribant el 1980 a la primera divisió de Catalunya. Es proclamà campiona en aquesta categoria en les temporades 1980-81 i 1981-82, però la Junta Directiva del club va dissoldre la secció a partir de la temporada 1982/83, i no es tornà a constituir fins a l'any 1986. L'any 1989 es creà la divisió d'honor estatal i la secció del Barça hi fou inclosa, però en els seus primers anys mantingué el caire no professional, cosa que provocà el descens a la Divisió de Plata en diverses ocasions. En aquesta etapa guanyà, com a títols més destacats, una Copa d'Espanya (torneig anterior a l'actual Copa) en la temporada 1988/89 i una Recopa d'Europa oficiosa l'any 1990, patrocinada pel Mundo Deportivo, en un partit únic guanyat 3 a 1 davant de l'AS Roma Futsal.
El club va reduir el pressupost de la secció de futbol sala, i finalment va descendir la temporada 1997/98 a la Divisió de Plata. La temporada 1999/2000 va tornar a la màxima categoria, en acabar segons en la lliga regular i superar el playoff d'ascens, però va tornar a baixar tres anys després, en la campanya 2002-03.
La temporada 2005-06 va arribar l'ascens de nou a la Divisió d'Honor, amb Marc Carmona com a entrenador, i el club professionalitzà la secció amb la incorporació de grans jugadors com Javi Rodríguez, que era un referent estatal del futbol sala. La temporada 2010/2011 l'equip entrenat per Marc Carmona va fer història quan va guanyar tots quatre títols en joc, inclosa la Copa Catalunya, la Copa d'Espanya, la primera edició de la Copa del Rei de futbol sala i la Lliga Espanyola, la primera guanyada per un equip català. Aquests títols serien els primers d'una època hegemònica del FC Barcelona. S’aixecarien tres Lligues, tres Copes d'Espanya i quatre Copes del Rei de forma consecutiva
El 29 d'abril del 2012 culminà la seva consolidació a nivell internacional quan es proclamà campió de la UEFA Futsal Cup al pavelló Barris Nord de Lleida tot derrotant el MFK Dinamo Moskva rus.
L'any 2013 guanya la Supercopa d'Espanya, l'únic títol dels que havia disputat i encara no havia aconseguit en la història de la secció. Amb la Supercopa d'Espanya, el Barça de futbol sala ha guanyat totes les competicions estatals del futbol sala que fins ara ha disputat.
L'any 2014 l'equip guanyaria la segona UEFA Futsal Cup, liderat per grans jugadors comJordi Torras, Fernandao, i Wilde, que s’imposaria novament el Dinamo de Moscou, per 2-5, en una Final a Quatre disputada a Bakú.
Al finalitzar la temporada 2015-16 el club va anunciar que Marc Carmona deixaria de ser entrenador de l'equip després de 12 anys en els quals com a responsable de la direcció tècnica va convertir l'equip de la secció en un referent del futbol sala, i va assolir 19 títols: 2 UEFA Champions (20212, 2014), 3 Lligues (2010-11, 2011-12, 2012,-13), 3 Copes d'Espanya (2011, 012, 2013), 4 Copes del Rei (2011,2012, 2013, 2014), 1 Supercopa d'Espanya (2013), i 6 Copes de Catalunya (2008, 2009, 2010, 2013, 2014, 2015).
Andreu Plaza, que era el tècnic de l'equip filial, va ser l'entrenador que el va substituir per dirigir la primera plantilla de l'equip a partir de la temporada 2016-17. Sota la direcció de Txus Lahoz com a mànager de la secció, i la direcció tècnica d'Andreu Plaza com a entrenador en un període de cinc temporades l'equip va guanyar un total de dotze títols amb 2 lligues, 1 Champions, 2 Copes d'Espanya, 3 Copes del Rei, 1 Supercopa d'Espanya i 3 Copes Catalunya. Al final de la temporada 2020-21 el club va anunciar canvis en la direcció de la secció. Txus Lahoz deixava de ser el mànager i Andreu Plaza deixava de ser l'entrenador del Barça de futbol sala.
Aureli Mas com a nou directiu responsable del Barça de futbol sala va anunciar un nou canvi de cicle de la secció i va comunicar queJordi Torras seria el nou director tècnic. Jesús Velasco va ser escollit com a nou entrenador del Barça de futbol sala a partir de la temporada 2021-22, i va signar per dues temporades fins al 2023 amb Sergi Altisent, fins al moment entrenador de la base, com el seu segon. En la primera temporada del nou entrenador, l'equip va guanyar quatre dels cinc títols que disputava aquesta temporada (Supercopa d'Espanya, Copa d'Espanya, Champions i Lliga, per aquest ordre), amb l'única excepció de la Copa del Rei, i tanca una temporada excel·lent.

## Números retirats
- 28 Paco Sedano, P, 2007–2018

## Palmarès

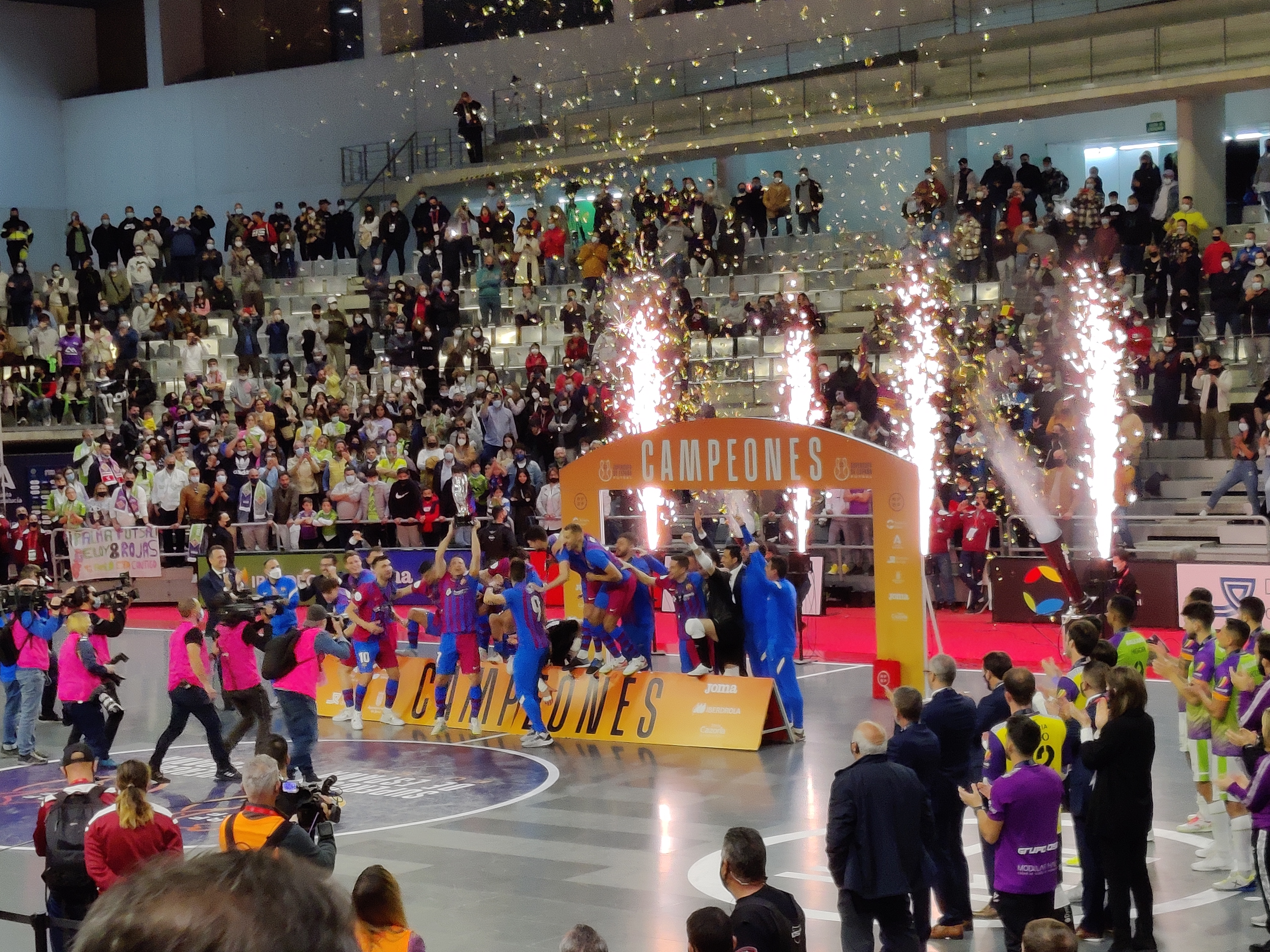
Celebració del campionat a la Supercopa espanyola 2022

### Internacionals (5)
- 4 UEFA Futsal Champions League: 2011-12, 2013-14, 2019-20, 2021-22
- 1 Recopa d'Europa (oficiosa): 1989-90

### Estatals (26)
- 7 Lliga espanyola de futbol sala masculina: 2010-11, 2011-12, 2012-13, 2018-19, 2020-21, 2021-22, 2022-23
- 8 Copa del Rei de futbol sala: 2011, 2012, 2013,[11] 2014, 2018, 2019, 2020, 2023
- 7 Copa espanyola de futbol sala masculina: 2010-11, 2011-12, 2012-13, 2018-19, 2019-20, 2021-22, 2023-24
- 4 Supercopa espanyola de futbol sala masculina: 2013-14, 2019-20, 2021-22, 2022-23
- 1 Copa espanyola de futbol sala de la RFEF: 1988-89

### Nacionals (11)
- 11 Copa Catalunya de futbol sala masculina: 1999-2000, 2008-09, 2009-2010, 2010-2011, 2013-2014, 2014-2015,[12] 2015-2016, 2016-2017, 2017-2018, 2018-2019, 2022-23

### Divisions inferiors (7)
- 3 Campionat 1a Divisió Territorial: 1980-81, 1981-82 i 1991-92
- 1 Campionat 2a Divisió Territorial: 1979-80
- 1 Campionat 3a Divisió Territorial: 1978-79
- 2 Ascensos a Divisió d'Honor: 1999-00 i 2005-06

## Patrocinadors
- Senseit (2007-2008)
- Mobicat (2008-2010)[13]
- Alusport (2010-2015)
- Lassa (2015-2019)[14]
- Assistència Sanitària (2019-actualitat)[15]